# Heures de Louis de Laval
Les Heures de Louis de Laval sont un livre d'heures commandé à Bourges par Louis de Laval (1411-1489) à l'enlumineur Jean Colombe et plusieurs autres collaborateurs. Décoré, en deux campagnes, de 1234 miniatures dont 137 en pleine page, il constitue le livres d'heures le plus richement décoré de son époque. Il est conservé à la Bibliothèque nationale de France sous la cote Latin 920.

## Historique
Le manuscrit est commandé par le seigneur bibliophile Louis de Laval : l'ouvrage contient de nombreuses marques de propriété comme ses armes entourées du collier de l'ordre de Saint-Michel, notamment à toutes les pages du calendrier et sur deux miniatures en pleine page (f.39v et f.50). Il est aussi portraituré à deux reprises : sur un bifolio placé au début des heures de la Vierge, il est représenté, sous des traits âgés, agenouillé en prière devant la Vierge à l'Enfant (f.50v-51r) ainsi que dans la même position mais sous des traits plus jeunes, devant son tombeau, au f.334v. Pour ce décor, le seigneur, qui possède un fief à Vierzon, fait appel à Jean Colombe, un enlumineur installé à Bourges à qui il a commandé plusieurs autres manuscrits par ailleurs. L'artiste réalise le décor à l'occasion de deux campagnes, vers 1470 puis vers 1480.

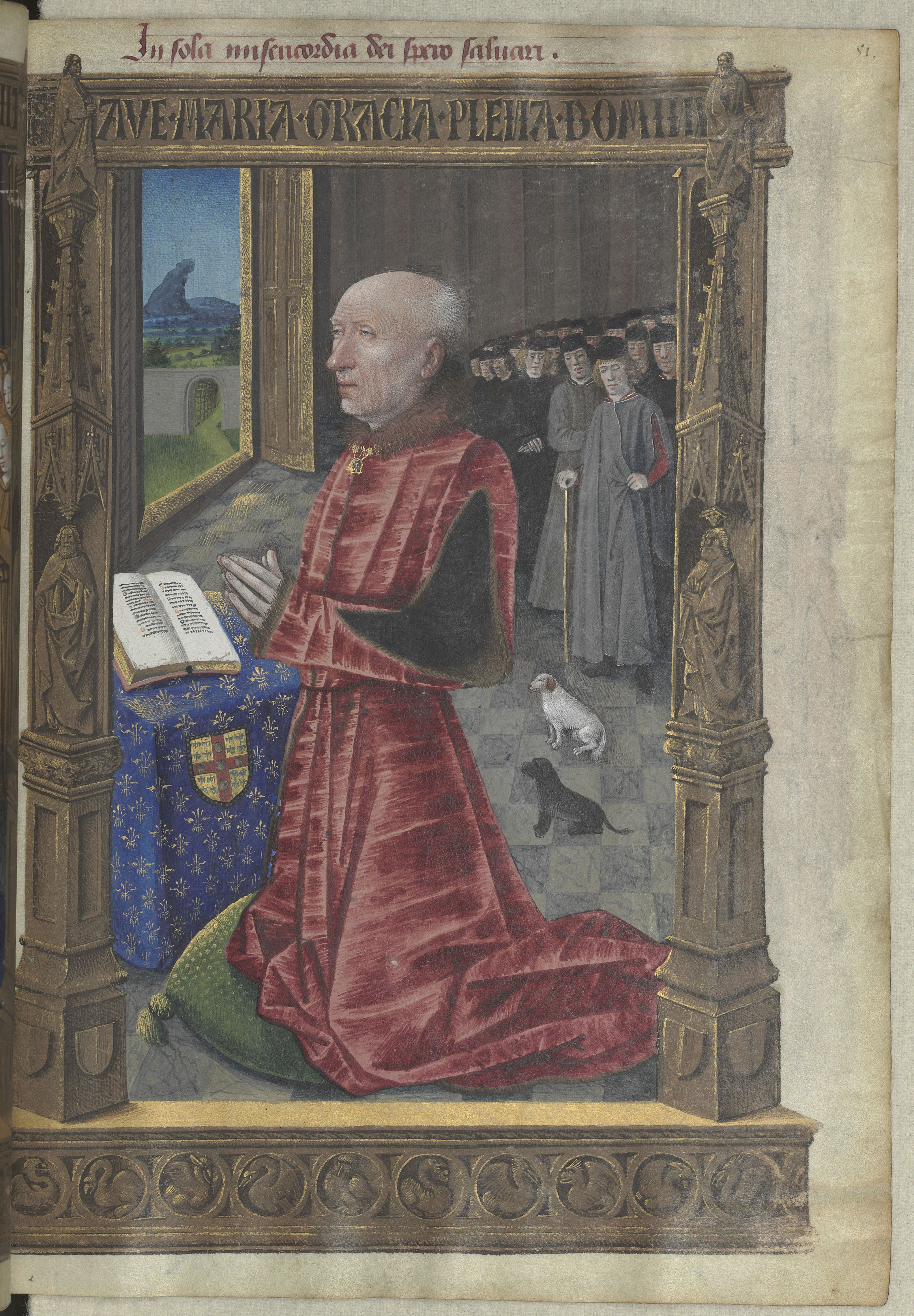
Louis de Laval en prière, f. 51 r
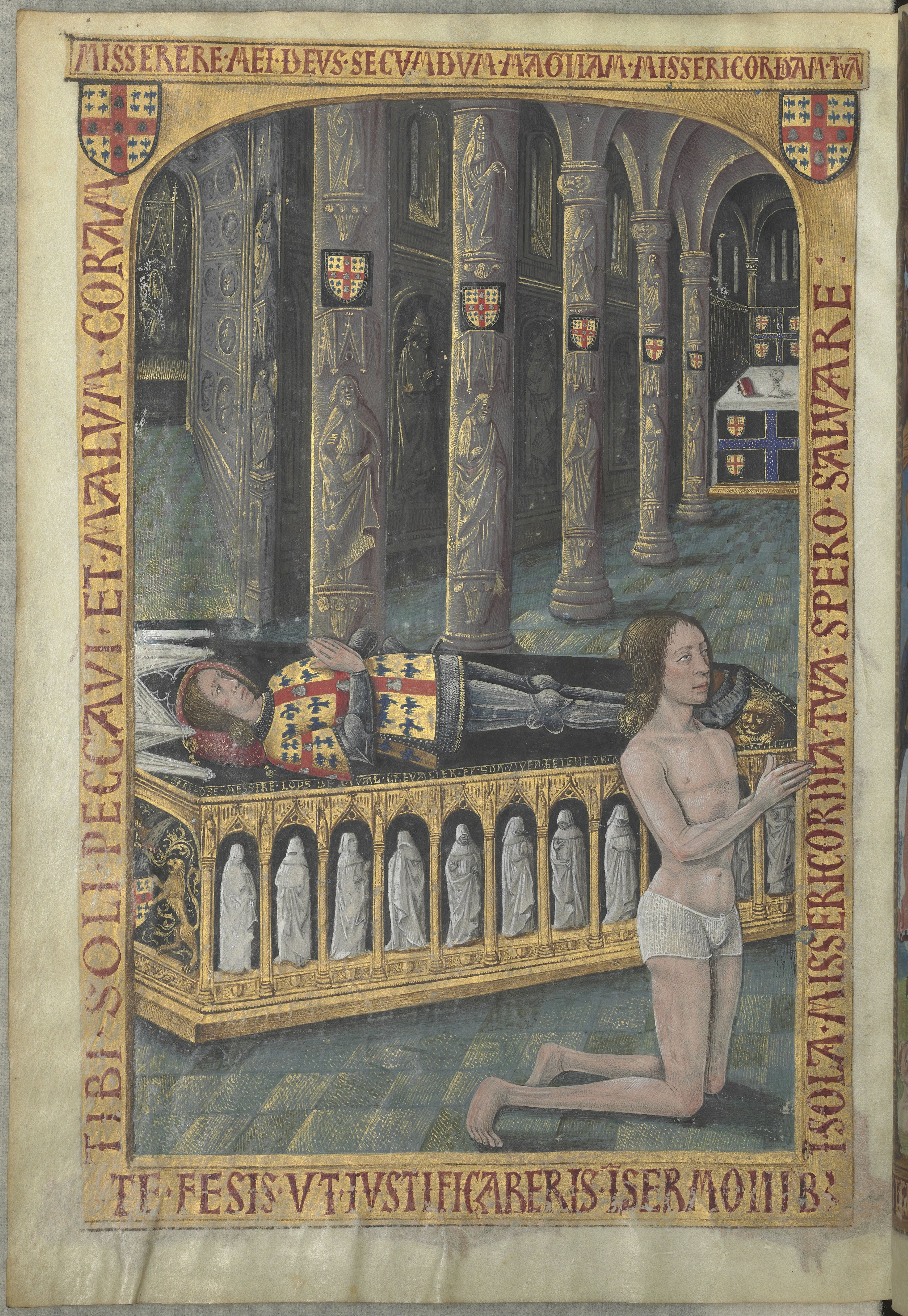
Louis de Laval devant son tombeau, f. 334 v

À la mort du seigneur le 21 août 1489, le manuscrit est légué par ce dernier à Anne de France fille du roi Louis XI et épouse de Pierre II de Bourbon, dont il était un proche. François Robertet, secrétaire du duc de Bourbon, rapporte cette information dans une inscription à la fin de l'ouvrage (f.342v). Anne de France possédait elle-même un livre d'heures enluminé par Jean Colombe (Morgan Library and Museum, M.677). Il passe ensuite en possession de la fille d'Anne, Suzanne de Bourbon et de son époux Charles III de Bourbon, connétable de France. L'ensemble des biens de ce dernier sont saisis par François Ier en 1523 à la suite de sa défection. Le livre d'heures ne figure pas pourtant dans l'inventaire des livres du château de Moulins car les livres de la duchesse ne devaient pas être conservés sur place. Le livre est ainsi intégré à la bibliothèque royale. Il est aussitôt extrait de cette bibliothèque pour rentrer dans la bibliothèque personnelle de François Ier, lui attribuant le numéro 255. Il passe ensuite peut-être par la chapelle royale puis réintègre la bibliothèque royale. Sa reliure actuelle date de l'époque d'Henri IV,.

## Description

### Composition de l'ouvrage
L'ouvrage contient les chapitres suivants :
| Chapitre | Feuillets        | Miniatures | Illustrations |
| --- | ---------------- | --- | ------------- |
| Scènes de la création | f. 2 v - 4 v     | 4 miniatures en pleine page (ce cycle d'illustrations bibliques continue par des miniatures en bas de page jusqu'à la fin de l'ouvrage, de la Genèse jusqu'au livre de Daniel, sauf aux f.17-29v) |               |
| Calendrier (avec des saints angevins et tourangeaux) | f. 5 - 16 v      | 12 petites miniatures dans les marges |               |
| Prophéties des Sibylles et des prophètes et écrits des évangélistes | f. 17 r - 29 v   | 38 grandes miniatures |               |
| Péricopes évangéliques (Jean, Luc, Matthieu, Marc) | f. 30 r - 38 v   | 4 miniatures en pleine page, 14 miniatures en marge, 2 miniatures dans le texte. |               |
| Prières à la Vierge | f. 39 r - 49 v   | 2 miniatures en pleine page (Obsecro te et O intemerata), 20 miniatures de marges, 1 miniature dans le texte                                                                                      |               |
| Heures de la Vierge, Heures de la Croix et Heures du saint Esprit entrecroisées | f. 52 - 157      | 16 miniatures en pleine page, 194 miniatures de marge, 9 miniatures dans le texte. |               |
| Psaumes de la pénitence | f. 157 v - 177   | 8 miniatures en pleine page |               |
| Litanies | f. 177 v - 189 v | 5 miniatures en pleine page |               |
| Office des morts à l'usage de Rome | f.190 - 252 v    | 2 miniatures en pleine page |               |
| Suffrages des saints | f. 253 - 322 r   | 54 miniatures en pleine page |               |
| Divers textes religieux : « Les dix commandements de La loi » ; « Les cinq cens de nature » ; « Les sept œuvres de miséricorde » ; « Les sept sacrements » ; « Les sept vertus contre les sept pêchés mortels » ; « Les douze articles de la foi ». | f. 322 v - 328 v | 6 miniatures en pleine page, 5 grandes miniatures, 12 miniatures de marge |               |
| Divers extraits du Nouveau Testament : Epitre de saint Paul aux Corinthiens, Passion selon saint Jean, Mat. XXV : 31-46, Évangile de la Transfiguration                                                                                             | f. 329 - 341     | 5 miniatures en pleine page, 5 grandes miniatures, 17 miniatures de marge |               |

### Iconographie
Ce livre d'heures en latin est un très gros volume de 342 folios soit 684 pages. Avec 1284 miniatures, presque tous les espaces disponibles de l'ouvrage en dehors du texte sont occupés par des illustrations. Il constitue ainsi l'un des livres d'heures comportant le plus d'illustrations. 
Le manuscrit a été réalisé en plusieurs campagnes de décorations, entremêlées de manière complexe : la première grande campagne vers 1470-1475 : 96 miniatures en pleine page marquant le début de chaque grand chapitre du livre d'heures (f.30 à 342) ainsi que les miniatures situées dans les marges latérales du texte. Ces décorations sont réalisées d'abord par le Maître du Missel de Yale (f.300 à 312) et son atelier puis par Jean Colombe, aidé de deux collaborateurs de style fouquetien pour les visages des personnages. Très peu de temps après, est ajouté le cycle des sibylles, par Jean Colombe en compagnie d'un des deux collaborateurs qui est intervenu encore une fois sur les visages des personnages. Cette campagne est fortement marquée par l'influence de Jean Fouquet, plusieurs composition du maître tourangeau étant reprises, du Livre d'heures d'Étienne Chevalier notamment. 

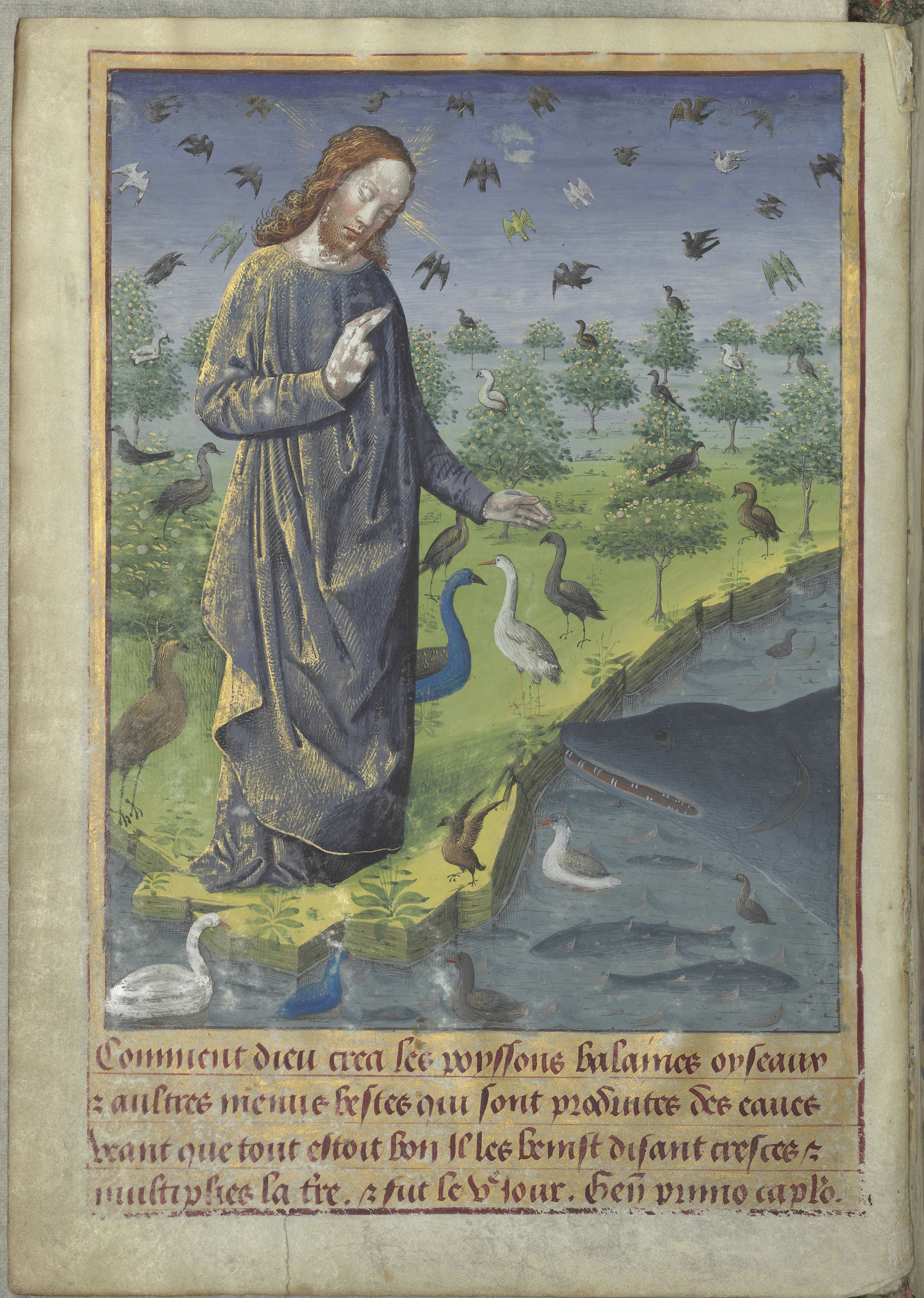
Dieu créateur des poissons et des oiseaux, f. 4 v
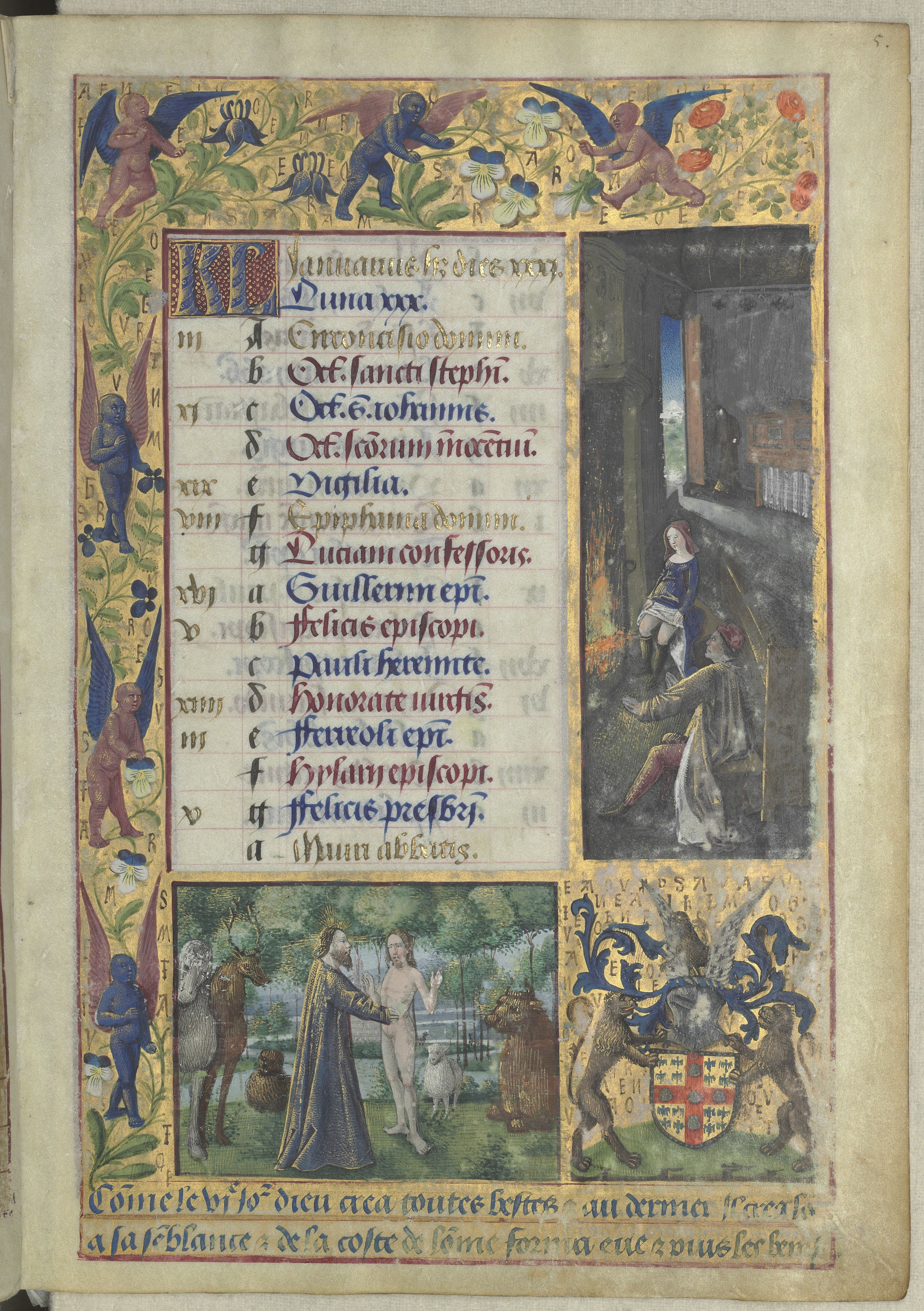
Début du calendrier, mois de janvier, f. 5 r
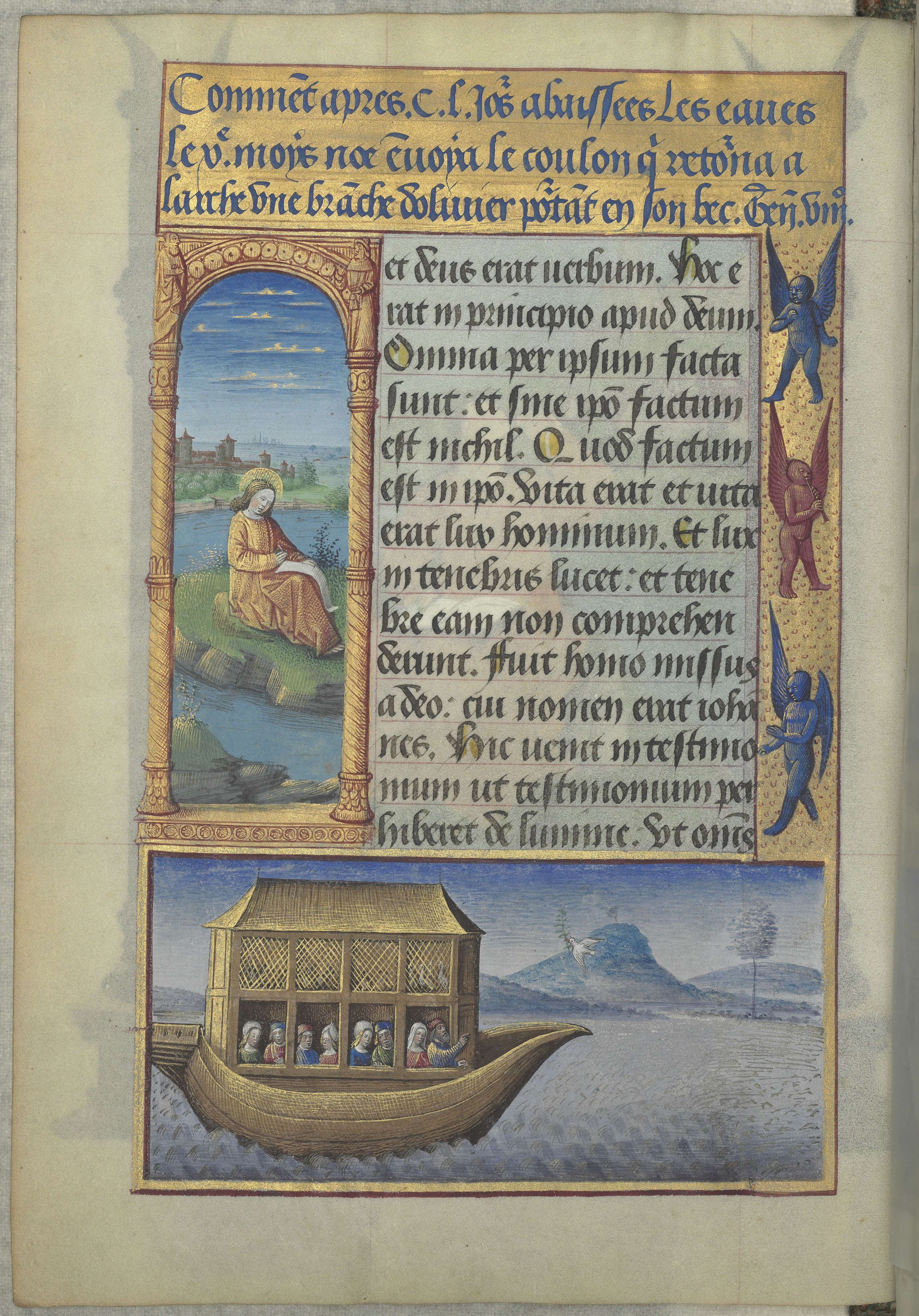
Début de l'évangile de saint Jean, f. 30 v

La deuxième campagne, vers 1480-1485, voit l'ajout du cycle de scènes de la bible en ajoutant les 4 premiers feuillets au début de l'ouvrage puis en peignant chaque bas de page jusqu'à la fin du manuscrit et en ajoutant la description de chaque scène en français en haut de la page. À partir du f.252v, chaque page laissée blanche à la fin des sections du livre d'heures est remplie d'une scène toujours tirée du cycle de la Bible, en pleine page, accompagnées d'une légende de quelques lignes en bas de page. La partie du texte qui a parfois été recouvert par la nouvelle image est recopiée de la même écriture dans la partie supérieure. Cette deuxième campagne est de la main de Jean Colombe et de son atelier.

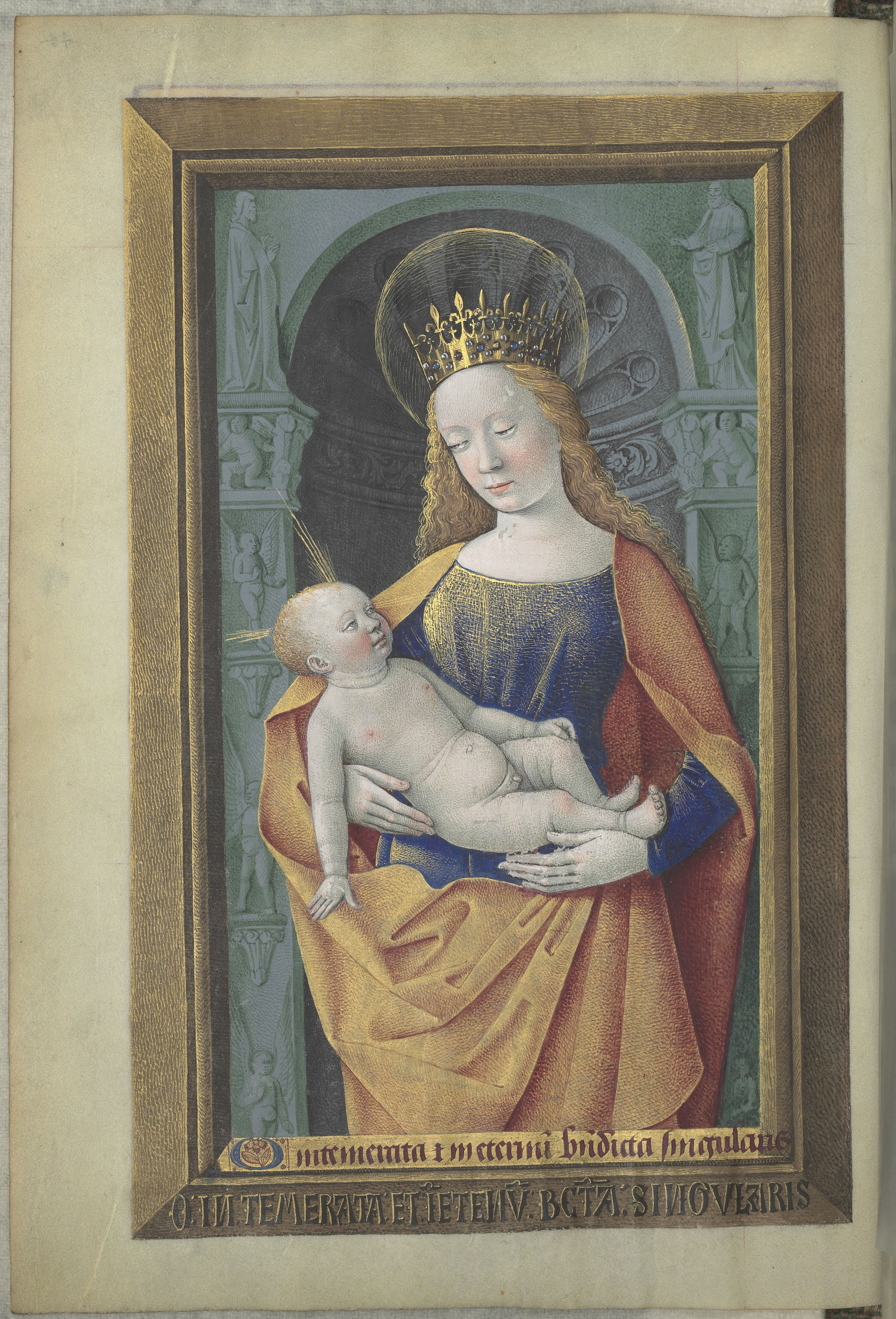
Vierge à l'Enfant, prière O Intemerata, f. 44 v
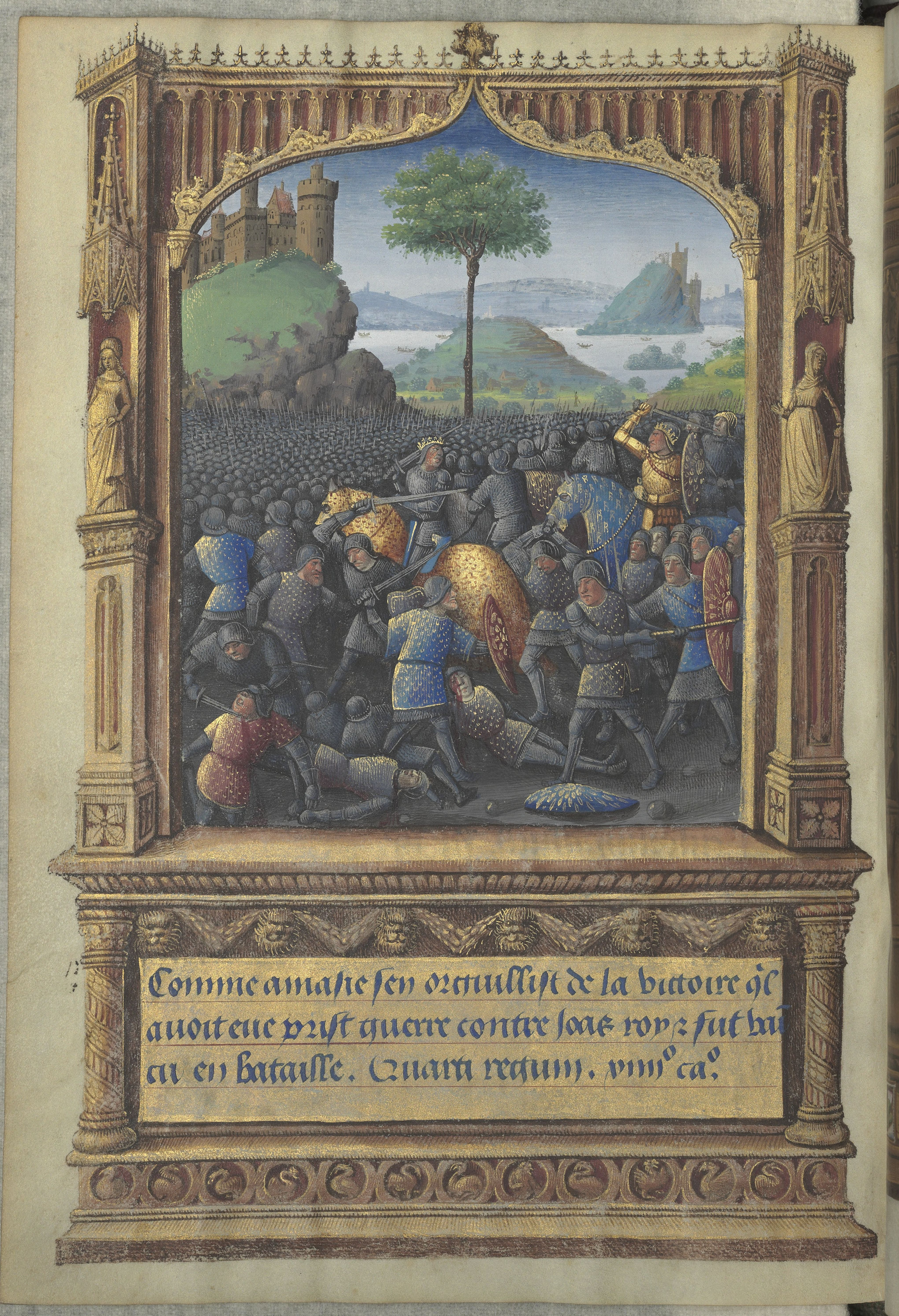
Amasias battu par Joas, f. 252 v
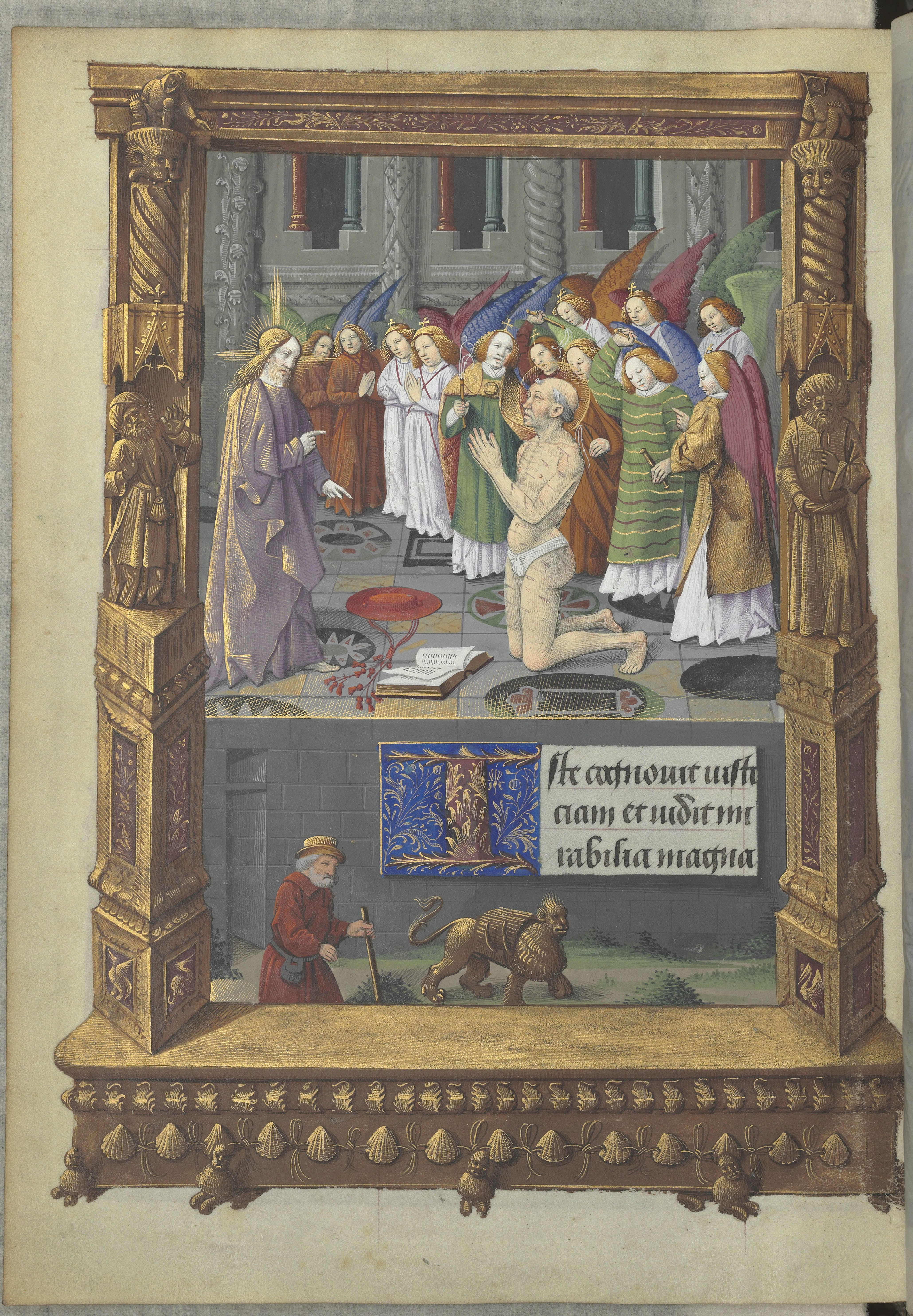
Suffrage de saint Jérôme, f. 308 v

## Postérité de l'œuvre
Le manuscrit rencontre un écho artistique dans la région de Troyes au XVe siècle. Louis de Laval a en effet été le gouverneur de Champagne entre 1465 et 1473. Il a ainsi sans doute attiré l'attention de la bourgeoisie troyenne vers l'atelier de l'enlumineur de Bourges. L'iconographie du manuscrit se retrouve ainsi dans un autre livre d'heures enluminé par Jean Colombe pour un bourgeois de la ville de Troyes, Guyot le Peley (BM de Troyes, Ms.3901). Il y reprend le même cycle de l'histoire biblique en bas de page. Cependant, on ne peut pas assurer que les miniatures des Heures de Louis de Laval sont plus anciennes que dans ce dernier manuscrit. Par ailleurs, l'iconographie du livre d'heures a influencé l'enluminure troyenne : dans les Heures de Simon Liboron (coll. part.) enluminées vers 1485 par un maître anonyme de la ville désigné sous le nom de Maître de Guyot Le Peley, on retrouve la copie de la miniature représentant Bethsabée au bain.